# Ortvin Sarapu
Ortvin Sarapu (Narva, 22 gennaio 1924 – Auckland, 15 aprile 1999) è stato uno scacchista estone naturalizzato neozelandese.

## Biografia
Nel 1940 vinse il campionato nazionale juniores dell'Estonia.
Nel 1943, in seguito all'occupazione nazista, fuggì in Finlandia. Si trasferì in seguito in Svezia e, dopo la fine della Seconda guerra mondiale, in Danimarca. 
Durante il torneo di Oldenburg del 1949 (vinto da Bogoljubov) incontrò il neozelandese Robert Wade, che gli suggerì la Nuova Zelanda come paese in cui emigrare. Nel 1950 si sposò con Barbara Bialonczyk, poi la coppia partì per la Nuova Zelanda, arrivando a Wellington in ottobre. 
Vinse il campionato della Nuova Zelanda per un record di 20 volte dal 1952 al 1990 (otto volte ex aequo). 
Rappresentò la Nuova Zelanda in 10 olimpiadi degli scacchi (quattro volte in prima scacchiera e quattro in seconda), col risultato complessivo di +36 =51 –29.
Nel 1952 disputò un match con Cecil Purdy per il campionato australiano, che terminò pari (entrambi si fregiarono del titolo).
Nel 1955 vinse il Melbourne International Tournament.
Nel 1966 vinse lo zonale dell'Asia, ottenendo il titolo di Maestro Internazionale. 